# Стратфорд (Онтарио)
Стра́тфорд (Стрэтфорд; англ. Stratford) — город на реке Эйвон в графстве Перт в южной (юго-западной) части провинции Онтарио, в Канаде.

## История
Город был основан в 1832 году, и назван в честь Стратфорда-на-Эйвоне, старинного города в Англии. Получив статус города в 1859 году, а также статус крупного города (англ. city) в 1886 году, Стратфорд стал быстро расти. Символом города в XIX веке был утвержден лебедь, в честь чего каждый год в городе в реку Эйвон выпускают четыре белых и два чёрных лебедя.
Первоначально город был железнодорожным узлом. В XX веке основным производством города была мебельная промышленность, с этим связаны первые серьёзные забастовки в городе, когда в 1933 году рабочие, возглавляемые представителями Коммунистической рабочей лиги «единство» объявили протест против некоторых условий труда. Вскоре в город прибыла армия Канады и подавила восстание.
Согласно данным переписи 2006 года, население города составляло 30 461 человек.

## Культура

### Театральный фестиваль
C середины 1950-х гг. (впервые в 1953 г.) в городе проводится театральный фестиваль — Стратфордский шекспировский театральный фестиваль, приносящий большую прибыль казне города и известность самому городу далеко за пределами Канады. В постановках принимали участие такие канадские и британские знаменитости театральной сцены, как Алек Гиннесс, Жан Гаскон, Уильям Хатт, Кристофер Пламмер, Питер Устинов, Мэгги Смит и Тимоти Финдли.
Фестиваль проходит на четырёх основных театральных площадках города:
- Фестивальном театре,
- театре Эйвона,
- театре Тома Паттерсона
- городской театральной студии.

## Транспорт
- Авиация - Стратфордский муниципальный аэропорт- Расположенный в нескольких минутах езды на автомобиле или в пяти минутах езды на такси, Стратфордский муниципальный аэропорт является одним из лучших аэропортов гражданской авиации в провинции Онтарио. Муниципалитеты в окрестностях Стратфорда, Онтарио, поддерживают свой аэропорт, благодаря чему в его распоряжении такие хорошо оборудованные объекты, как современное здание терминала[1].

## СМИ и образование

### Газеты
- The Beacon Herald,
- The Stratford City Gazette
- The Stratford Citizen

### Радио
- CJCS 1240 AM[2]
- CHGK-FM 107.7 FM[3]

### Образование
В городе есть три высших школы:
- Stratford Central Secondary School,
- Stratford Northwestern Secondary School,

обе — часть Avon Maitland District School Board, и
- обе части St. Michael's Catholic Secondary School, единственной католической средней школы в Стратфорде.

## Известные уроженцы и жители
- Джастин Бибер (англ. Justin Bieber; род.1994) — популярный поп-певец и актёр

## Города-побратимы
Три основных города-побратима Стратфорда:
- Стратфорд-апон-Эйвон, Англия, Великобритания
- Стратфорд, Новая Зеландия
- Стратфорд, Коннектикут, США